# Belle Fourche River

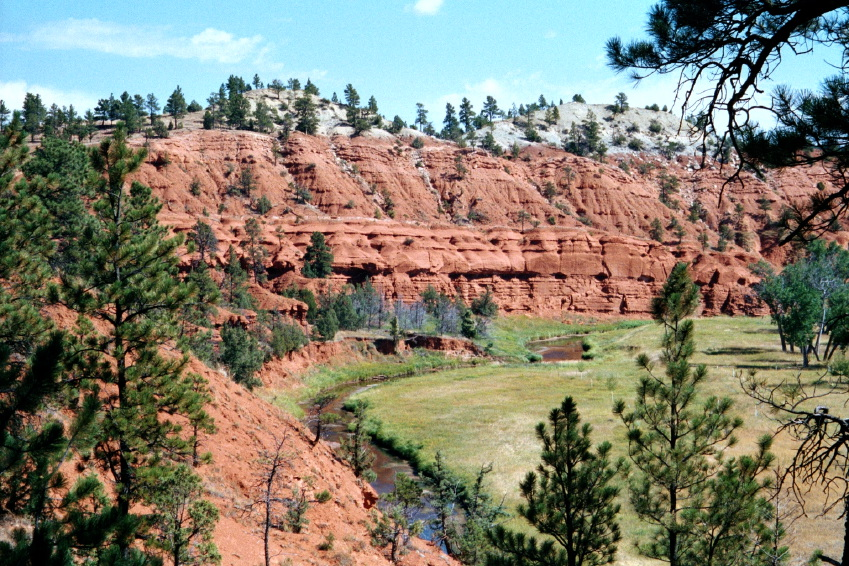
Belle Fourche River vid Devils Tower i nordöstra Wyoming.

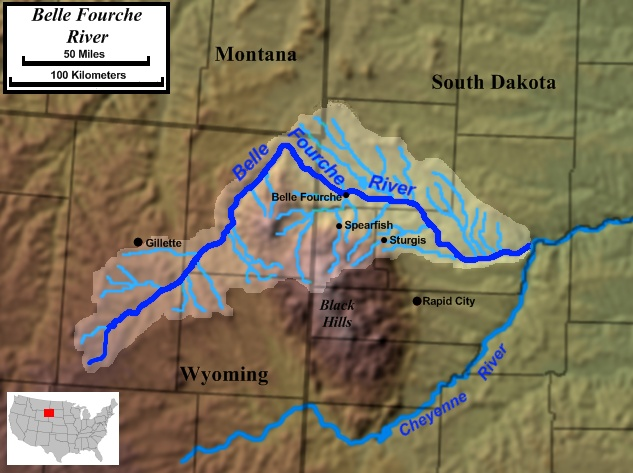
Karta över Belle Fourche Rivers avrinningsområde.

Belle Fourche River, lakota: Šahíyela Wakpá, är en omkring 470 km lång flod i de amerikanska delstaterna Wyoming och South Dakota. Floden är en biflod till Cheyennefloden, som i sin tur är en biflod till Missourifloden och därmed tillhör Mississippiflodens avrinningsområde.
Belle Fourche-floden har sin källa i Campbell County i nordöstra Wyoming, omkring 25 km norr om staden Wright, Wyoming. Den flyter därifrån åt nordost omkring Bear Lodge Mountains norra sluttningar, förbi Moorcroft, Wyoming och berget Devils Tower. Nära delstatsgränsen mot Montana vänder floden åter åt sydost och flyter in i South Dakota, förbi staden Belle Fourche, South Dakota och omkring Black Hills norra sluttningar. I södra delen av Meade County, nära Hereford, South Dakota, vänder floden åt ostnordost och flyter samman med Cheyennefloden omkring 80 km nordost om Rapid City.
Platsen där floden flyter över delstatsgränsen mellan Wyoming och South Dakota är den lägsta punkten i delstaten Wyoming, på 945 meters höjd över havet, den näst högst belägna av delstaternas lägsta punkter.